# アスピック (ゲーム)
『アスピック』（Aspic）は、1986年9月にクリスタルソフトから発売されたPC-6001mkII用アクションロールプレイングゲーム。
勇者サムソンを操作し、魔王アスピックを倒して姫を救出し呪いを解く事を目的としている。本作は同社のPC-6001mkII用ソフト『リザード (Lizard)』（1984年）の続編にあたり、二つの作品の主人公は同一人物である。前作では主人公の名前はプレイヤーが自由に名づけることができたが、本作ではサムソンに固定されている。また、マルチエンド式ではなく正式な結末としてバッドエンドを迎えるという、当時としては珍しい作品であった。
開発はクリスタルソフトが行い、音楽は後にリバーヒルソフトから発売されたパソコン用ソフト『BURAI』（1989年）を手掛けた藤岡千尋が担当している。
同年にFM77AV版とX1用カセットテープ版が移植・発売された他、1987年にはX1用フロッピーディスク（5"2D）版としてバージョンアップされた『アスピック・スペシャル』がソフトベンダーTAKERUにて発売、1988年にはファミリーコンピュータ ディスクシステムに移植され『アスピック 魔蛇王の呪い』のタイトルでボーステックから発売された。
上記機種のうち、FM77AVとディスクシステムには前作『リザード』が移植されていないが、FM77AVはFM-7版『リザード』（移植はマイクロキャビンによる）のプレイが可能である。

## ストーリー
物語は前作『リザード』で描かれた内容の直後、主人公である勇者サムソンが真実の書を手に入れて国王のもとへ帰還する場面から始まる。
サムソンは姫にかけられた呪いをとくために必要な真実の書を命がけで手に入れてきたが、意外なことにそこに姫はいなかった。三日前、王のもとにとある魔法使いが現れて「姫の呪いをとく別の方法がある」と語り、王はそれを頼って姫を預けてしまったという。
ところがその魔法使いはたしかに姫の呪いをときはしたが、王国へは返さずに蛇の姿の魔王アスピックの花嫁にする気でいることが分かった。国王に姫の奪還を求められたサムソンは再び過酷な冒険の旅に赴く。
アスピックを倒して姫を救出したサムソンは、アスピックの呪いを受けているとの理由で王に裏切られ、城を追放されてしまう。怒りに駆られたサムソンは魔物を仲間にして城を襲撃し、王を殺して姫を奪い去ったが、アスピックの塔に戻った後に、身も心もアスピックに変わってしまう。実はアスピックは永遠の命を持つ呪われた蛇であり、自分を殺した者に魂を乗り移らせその肉体と心を奪い去ることで生きながらえてきた悪魔の化身であった。つまり、王の「アスピックの呪い」との指摘は正しかったのだ。
永遠に生きる存在であるがゆえに永遠に戦い続けなければならない悲しき宿命を背負ったアスピックの独白で物語は幕を閉じる。

## 移植版
| No. | タイトル                | 発売日         | 対応機種         | 開発元           | 発売元             | メディア                         | 型式    | 備考                |
| --- | ----------------------- | -------------- | ---------------- | ---------------- | ------------------ | -------------------------------- | ------- | ------------------- |
| 1   | アスピック              | 1986年11月     | FM77AV           | クリスタルソフト | クリスタルソフト   | 3.5インチフロッピーディスク      | -       |                     |
| 2   | アスピック              | 1986年12月     | X1               | クリスタルソフト | クリスタルソフト   | カセットテープ                   | -       |                     |
| 3   | アスピック・スペシャル  | 1987年3月      | X1               | クリスタルソフト | クリスタルソフト   | 5インチフロッピーディスク        | -       | TAKERU専売          |
| 4   | アスピック 魔蛇王の呪い | 1988年3月31日  | ディスクシステム | ボーステック     | ボーステック       | ディスクカード両面               | BTC-ASP |                     |
| 5   | アスピック スペシャル   | 2015年11月24日 | Windows          | クリスタルソフト | D4エンタープライズ | ダウンロード （プロジェクトEGG） | -       | X1版の移植          |
| 6   | アスピック              | 2021年9月14日  | Windows          | クリスタルソフト | D4エンタープライズ | ダウンロード （プロジェクトEGG） | -       | PC-6001mkII版の移植 |

## 評価
ファミリーコンピュータ版
- ゲーム誌『ファミコン通信』の「クロスレビュー」では合計23点（満40点）となっている[7][8]。レビュアーからは本作のスクロールに関して「昔のパソコンゲームで見かけたカクカクしたスクロール」などと否定的に評価された[7]。

- ゲーム誌『ファミリーコンピュータMagazine』の読者投票による「ゲーム通信簿」での評価は以下の通りとなっており、12.00点（満25点）となっている[5]。

| 項目 | キャラクタ | 音楽 | 操作性 | 熱中度 | お買得度 | オリジナリティ | 総合  |
| 得点 | 2.50       | 2.30 | 2.40   | 2.30   | -        | 2.50           | 12.00 |

- ゲーム誌『ユーゲー』では、3Dダンジョンの広さと複雑さに対して「前作『リザード』との差別化を図るためのゲームシステムが逆にアダとなってしまっている」と否定的に評価した[6]。また本作が8ビットパソコン用に製作された作品である事を指摘した上で、インターフェースの問題や展開の遅さ、救いのないエンディングなどが要因となり途中で投げ出したプレイヤーが多かった事を指摘した[6]。